# Anna Kolesárová
Anna Kolesárová (Vysoká nad Uhom, 14 luglio 1928 – Vysoká nad Uhom, 22 novembre 1944) è stata una giovane slovacca, uccisa durante la seconda guerra mondiale con due colpi d'arma da fuoco da un soldato sovietico, per avere respinto il suo tentativo di violentarla.
È venerata come beata dalla Chiesa cattolica.

## Biografia
Anna Kolesárová nacque a Vysoká nad Uhom, presso Michalovce, nell'attuale Slovacchia, da Ján Kolesár e Anna Kušnírová, che morì quando lei era giovanissima. Il 22 novembre 1944 il paese fu occupato dalle truppe dell'Armata Rossa e, durante una perquisizione, un soldato scoprì che Anna e la sua famiglia si erano nascosti in cantina. Il soldato, ubriaco, cercò di violentarla, ma lei oppose resistenza, e per questo fu uccisa davanti agli occhi dei familiari.
Padre Anton Lukáč, parroco del vicino paese di Pavlovce nad Uhom, annotò in latino sul registro parrocchiale, accanto al nome di Anna, "Hostia sanctae castitatis", cioè "Vittima della santa castità". Solo dopo la caduta del regime comunista si poté ricordare il suo eroico sacrificio, e la chiesa raccolse le testimonianze necessarie alla causa di beatificazione.
Dal 1999 iniziarono pellegrinaggi nei luoghi dove Anna era vissuta, e in seguito nacque l'associazione "Domcek" (Casa) a lei dedicata, con incontri e momenti di preghiera.

## La causa di beatificazione
Il 2 aprile 2005 si aprì l'inchiesta diocesana, conclusa il 14 febbraio 2012. Il 6 marzo 2018 papa Francesco riconobbe ufficialmente il martirio della ragazza in difesa della castità e quindi della fede. La beatificazione è stata celebrata il 1º settembre 2018 presso lo stadio Lokomotíva di Čermeľ, presso Košice, dal cardinale Giovanni Angelo Becciu, prefetto della Congregazione delle cause dei santi.
Le reliquie della beata si trovano nella cattedrale di Sant'Elisabetta a Košice e nella chiesa parrocchiale di Vysoká nad Uhom. La sua memoria liturgica è il 22 novembre, mentre nell'arcidiocesi di Košice viene ricordata il 20 novembre.